# Де Ронде, Крис
Крис де Ронде (нидерл. Chris de Ronde; 1912, Схидам — 1996, Буэнос-Айрес) — голландский шахматист.

## Биография
В 1930-х годах становился чемпионом города Роттердама по шахматам. Изучал математику в Лейденском университете, позже продолжил студии в Париже. Был известен также как поэт. 
Когда в 1939 году началась Вторая мировая война находился в Буэнос-Айресе, где проходила шахматная олимпиада, в которой де Ронде представлял сборную Нидерландов. Также как многие другие европейские шахматисты принял решение не возвращаться в объятую войною Европу и свою оставшуюся жизнь провел в Аргентине.
В 1940-е годы принял участие в нескольких турнирах в Аргентине. Но после неудачи на турнире в Буэнос-Айресе в 1945 году, где де Ронде поделил последнее место, прекратил свои выступления в шахматных турнирах. О дальнейшей жизни де Ронде в Аргентине не хватает достоверной информации.